# Фолкон Лејк Естејтс (Тексас)
Фолкон Лејк Естејтс (енгл. Falcon Lake Estates) насељено је место без административног статуса у америчкој савезној држави Тексас.

## Демографија
По попису из 2010. године број становника је 1.036, што је 206 (24,8%) становника више него 2000. године.
| Група             | 2000.       | 2010.       |
| Белци             | 261 (31,4%) | 170 (16,4%) |
| Афроамериканци    | 9 (1,1%)    | 1 (0,1%)    |
| Азијати           | 10 (1,2%)   | 8 (0,8%)    |
| Хиспаноамериканци | 552 (66,5%) | 855 (82,5%) |
| Укупно            | 830         | 1.036       |